# Eugen Fischer
Pour les articles homonymes, voir Fischer.
Eugen Fischer (en français Eugène Fischer) (né le 5 juillet 1874 à Karlsruhe, dans le grand-duché de Bade - mort le 9 juillet 1967 à Fribourg-en-Brisgau) est un médecin, généticien, anthropologue eugéniste, et universitaire allemand, qui enseigna à l’université de Fribourg-en-Brisgau et fut recteur de l'université de Berlin.
Eugen Fischer étudia et pratiqua des expériences violentes sur les Hereros, les Namas et les Basters du Sud-Ouest africain allemand, et, en Allemagne, des stérilisations forcées sur des métis afro-allemands appelés par les nazis  « bâtards de Rhénanie ». Il est un disciple d'Alfred Ploetz dont il s'inspira pour sa théorie de l'hygiène raciale, laquelle inspira à son tour Adolf Hitler et les lois de Nuremberg du régime nazi. Il est le fondateur et dirigeant à partir de 1927 de l’Institut d’hygiène raciale.

## Biographie
Eugen Fischer est né le 5 juillet 1874 à Karlsruhe.
De ses études, il conclut aux « méfaits » de la mixité raciale entre Hereros et Allemands. Il poursuivit ses recherches dans les camps de concentration hereros du Sud-Ouest africain en 1904 où il effectua des expérimentations anthropologiques, médicales dont des recherches génétiques sur les corps des Hereros pendus. Il procédera également à la stérilisation des femmes.
Son ouvrage sur les principes de l'hérédité humaine et l'hygiène de la race est considéré comme ayant été une source inspiratrice de l'idéologie nazie. Fischer rejoint d'ailleurs le parti nazi peu de temps après sa formation.
En 1923, Adolf Hitler aurait lu avec intérêt les travaux de Fischer pendant son incarcération, avant de rédiger « Mein Kampf. »
Jusqu'en 1933, il dirige l'institut Kaiser Wilhelm d'anthropologie, d'hérédité humaine et d'eugénisme.
Après 1933 et l'avènement du régime nazi, le Docteur Eugène Fischer fut promu recteur de l'université de Berlin. En 1934, il donnait ses cours aux médecins SS dont le docteur Joseph Mengele qui devint son assistant.
Sous le régime national-socialiste, il développe ses théories sur les spécificités raciales déterminant les origines raciales des individus. Il expérimente avec son équipe ses théories sur les Roms et les africains. Il fait pratiquer une stérilisation forcée de centaines de milliers d'individus comme les retardés ou les malades mentaux parce que « racialement déficients. » Dès 1936, les « bâtards de Rhénanie » se trouvent ainsi pour moitié envoyés en camp de concentration, l’autre moitié étant stérilisée de force sous la supervision du docteur Fischer.
Fischer prend sa retraite en 1942.
Grand ami du philosophe Martin Heidegger, avant comme après la guerre (en 1944, Eugen Fischer écrit à son propos au gauleiter de Salzbourg que c'est un « penseur exceptionnel et irremplaçable pour [le] parti et [la] nation »).
En 1959, Fischer publie ses mémoires « Rencontre avec les morts ». Il meurt le 9 juillet 1967, sans que son rôle dans la solution finale ou l'avènement du IIIe Reich ait jamais fait l'objet d'un procès.